# 피터스버그 포위전

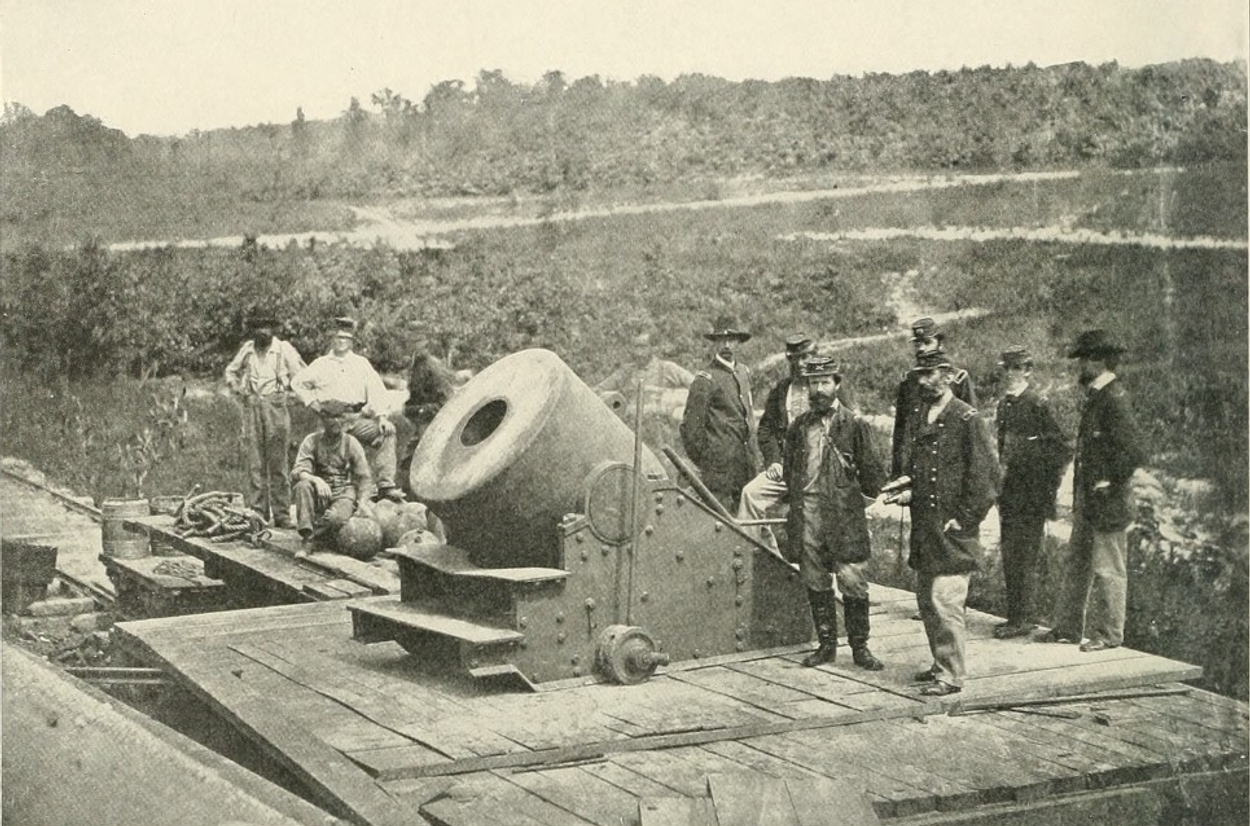

리치먼드-피터스버그 전역(Richmond-Petersburg Campaign)은 미국 남북 전쟁 기간인 1864년 6월 9일부터 1865년 3월 25일까지 버지니아주 피터스버그 주변에서 벌어진 일련의 전투이다. 비록 피터스버그 포위전으로 더 널리 알려져 있지만, 이는 도시가 모든 출입 경로를 차단하는 요새로 둘러싸여 있는 고전적인 군사 포위도 아니었고, 피터스버그에 대한 공격에만 엄격하게 국한되지도 않았다. 이 전역은 9개월 간의 참호전으로 구성되었으며, 율리시스 S. 그랜트(Ulysses S. Grant) 중장이 지휘하는 연합군은 피터스버그를 성공적으로 공격한 후 버지니아주 리치먼드 동부 외곽에서 48km 이상 연장된 참호선을 건설했다. 피터스버그 동부와 남부 외곽 지역까지. 피터스버그는 남부연합 장군 로버트 E. 리(Robert E. Lee) 장군의 군대와 남부연합 수도 리치먼드의 공급에 결정적인 역할을 했다. 리치먼드와 피터스버그 철도를 차단하려는 시도로 수많은 습격이 이루어졌고 전투가 벌어졌다. 이러한 전투 중 다수로 인해 참호선이 길어졌다.
리는 마침내 압력에 굴복하고 1865년 4월 두 도시를 모두 버리고 애퍼매턱스 코트 하우스에서 후퇴하고 항복했다. 피터스버그 포위전은 50년 후 제1차 세계 대전에서 보게 될 참호전을 예고했으며, 이는 군사 역사에서 중요한 위치를 차지하게 되었다. 또한 크레이터 전투(Battle of the Crater) 및 채핀스 농장(Chaffin's Farm)과 같은 교전에서 막대한 사상자를 낸 아프리카계 미국인 군대가 전쟁 중 가장 많이 집중된 것도 특징이다.